# La vita segreta. Diario inedito
La vita segreta. Diario inedito (in spagnolo La vida secreta. Diario inédito) è un diario pubblicato postumo nel 2011 scritto dalla modella, artista e mercante d'arte russa Gala Éluard Dalí nota per essere stata la moglie e il soggetto di molte opere di Salvador Dalí.

## Storia

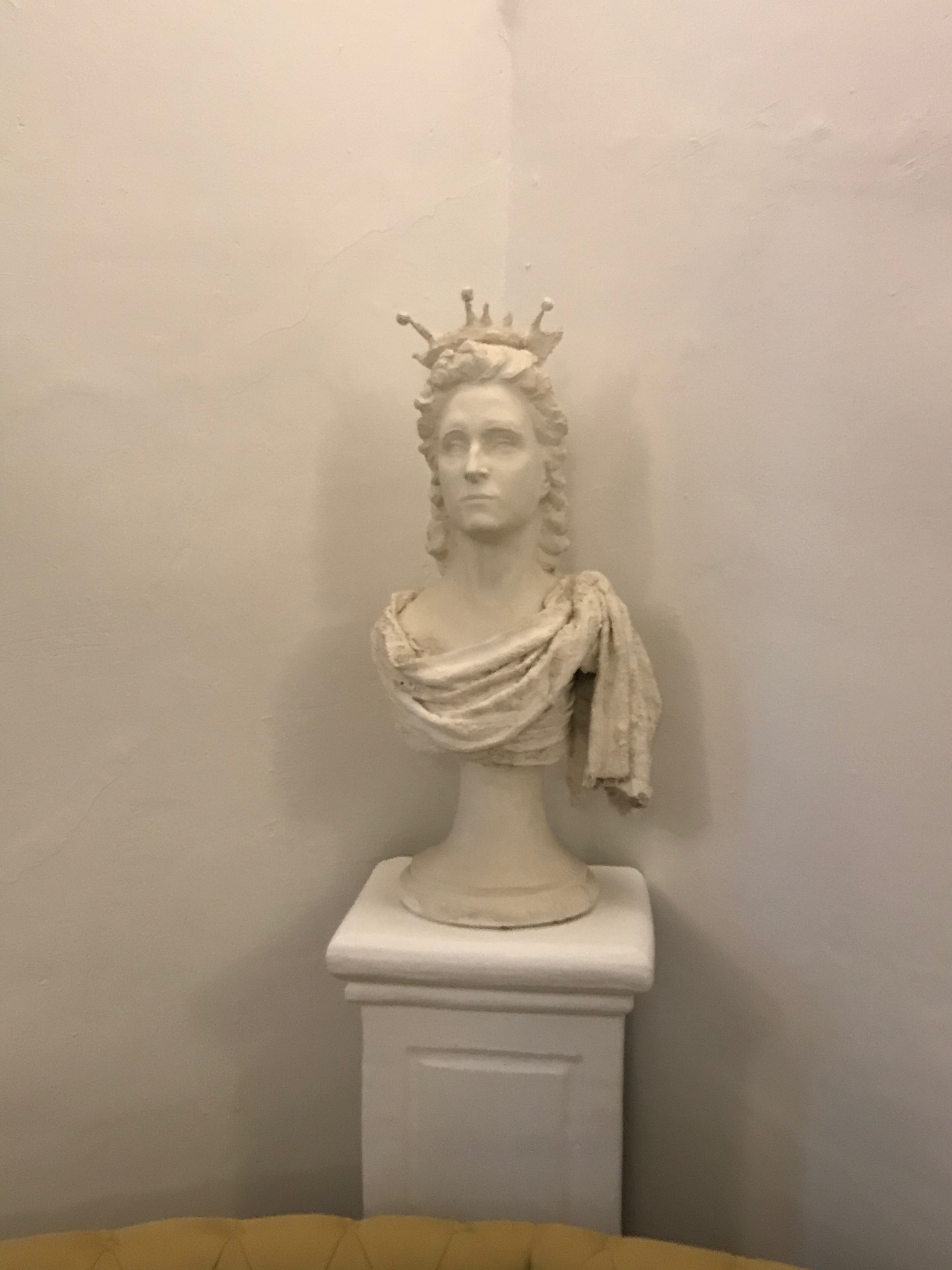
Castello di Púbol. Statua raffigurante Gala Dalí

La vita segreta. Diario inedito è il diario di Gala Éluard Dalí morta nel 1982 a Port Lligat e pubblicato postumo nel 2011. Nel castello di Púbol, dove visse a lungo, vennero scoperti nel 2005 alcuni quaderni con manoscritto originale in francese contenenti il suo diario. Dopo la scoperta il materiale è stato riordinato e tradotto dal francese dall'editore Galaxia Gutenberg della Catalogna in collaborazione con la fondazione Dalì. Al lavoro per preparare la pubblicazione hanno preso parte tre critici spagnoli che hanno scritto la presentazione, il prologo e l'epilogo: Montse Aguer, Estrella de Diego e Ignacio Vidal-Folch.

## Descrizione
Le parti che riguardano il diario vero e proprio parlano dell'infanzia di Elena Dmitrievna D’jakonova, che in seguito sarebbe stata conosciuta come Gala Dalí, quando a sette anni viveva in un quartiere lontano dal centro a Mosca. L'appartamento viene descritto piccolo e i ricordi si limitano in particolare alla sala da pranzo e alle finestre che si affacciavano su un cortile. Viene ricordato anche lo zoo che si trovava nelle vicinanze. Ai ricordi reali si affiancano poi parti visionarie e fantastiche, e questo permette di indagare sulla personalità della musa di Dalì e sulla nasciata del suo mito. La donna misteriosa, musa del surrealismo, legata prima a Paul Eluard e poi a Salvador Dalì rivelano aspetti della sensibilità nascosta di Gala. Il testo è arricchito dalle riproduzioni fotografiche di alcune pagine originali e dalle stesse fotografie, sempre riprodotte, contenute nel diario. In varie parti Gala ricorda i suoi viaggi, come ad esempio a Parigi e in Sicilia, in particolare a Taormina.

## Edizioni

### Edizione originale
- (ES) Gala Dalí, La vida secreta: diario inédito, Montse Aguer, Estrella de Diego, Ignacio Vidal-Folch, Barcelona, Galaxia Gutenberg: Círculo de Lectores, 2011, OCLC 759472240.

### Edizione italiana
- Gala Dalí, La vita segreta: diario inedito, traduzione di Glauco Felici, Montse Aguer (presentazione), Estrella de Diego (prologo), Ignacio Vidal-Folch (epilogo), Milano, L'ippocampo, 2012, ISBN 9788896968772, OCLC 898572414.[1]

### Edizioni in altre lingue
- (CA) Gala Dalí, La vida secreta diari inèdit, traduzione di Carles Andreu, Montse Aguer (presentazione), Estrella de Diego (prologo), Ignacio Vidal-Folch (epilogo), Barcelona, D.L., Galàxia Gutenberg Cercle de Lectors, 2011, OCLC 776322019.[5]
- (FR) Gala Dalí, Carnets intimes, traduzione di Anne Confuron, Neuilly-sur-Seine, Michel Lafon, 2012, OCLC 807457078.